# Slovenië op het Eurovisiesongfestival 2012

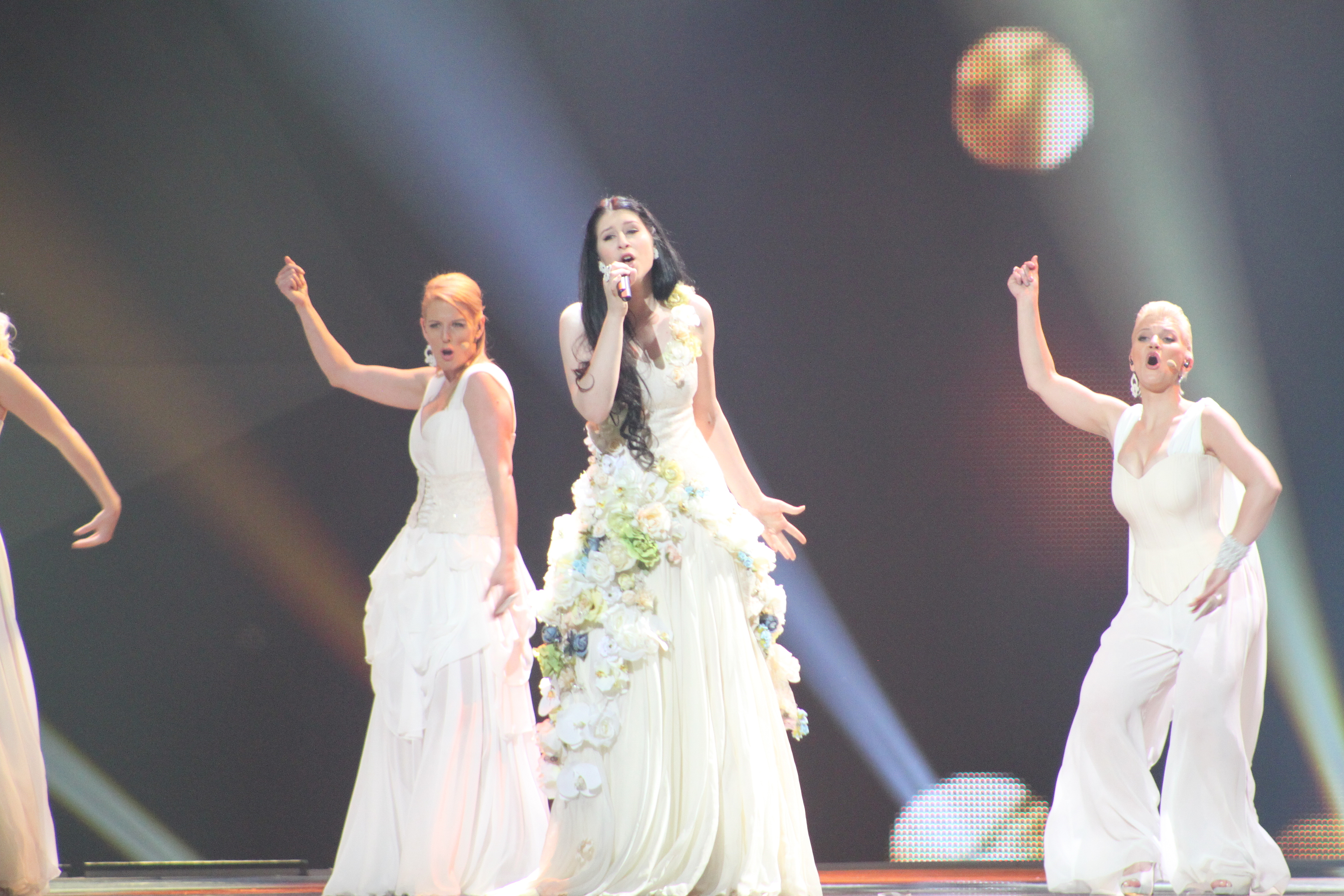
Eva Boto tijdens het Eurovisiesongfestival 2012

Slovenië nam deel aan het Eurovisiesongfestival 2012 in Bakoe, Azerbeidzjan. Het was de 18de deelname van het land op het Eurovisiesongfestival. RTVSLO was verantwoordelijk voor de Sloveense bijdrage van de editie van 2012.

## Selectieprocedure
Op 22 juni 2011 maakte RTVSLO de plannen voor de zoektocht naar de Sloveense vertegenwoordiger op het Eurovisiesongfestival in Bakoe bekend. De staatsomroep stapte af van het traditionele format van EMA en koos voor een talentenjacht genaamd Misija Evrovizija. In augustus vonden de audities plaats in Celje, Maribor, Koper, Novo Mesto en Ljubljana.
Begin oktober startten de uitzendingen waarin werd gezocht naar de zanger, zangeres of groep die het beste het land kon vertegenwoordigen op het Eurovisiesongfestival 2012. Klemen Slakonja was presentator van dienst, samen met Maja Keuc, Sloveens vertegenwoordigster op het Eurovisiesongfestival 2011.
Na afloop van Misija Evrovizija vindt op 26 februari 2012 het traditionele EMA-festival plaats. De top twee van Misija Evrovizija strijdt hierin om het Sloveense ticket voor Bakoe.

## Misija Evrovizija

### Eerste Voorronde
| Startplaats | Artiest          | Lied (Originele artiest)                    | Resultaat    |
| ----------- | ---------------- | ------------------------------------------- | ------------ |
| 1           | Janja Kobale     | "Rolling in the Deep" (Adele)               | Geëlimineerd |
| 2           | Sylvo Džordževič | "Tainted Love" (Soft Cell)                  | Geëlimineerd |
| 3           | Klemen Orter     | "Somewhere Over the Rainbow" (Judy Garland) | Veilig       |
| 4           | Tamara Goričanec | "Ključ do srca" (Anja Rupel)                | Geëlimineerd |
| 5           | Bibi & Bibitas   | "Moon River" (Audrey Hepburn)               | Geëlimineerd |
| 6           | Nadja Irgolič    | "The Climb" (Miley Cyrus)                   | Veilig       |
| 7           | Aljoša Keber     | "Grenade" (Bruno Mars)                      | Veilig       |
| 8           | Brina Vidic      | "You Know I'm No Good" (Amy Winehouse)      | Veilig       |

### Tweede Voorronde
| Startplaats | Artiest           | Lied (Originele artiest)          | Resultaat    |
| ----------- | ----------------- | --------------------------------- | ------------ |
| 1           | Gašper Rifelj     | "Bed of Roses" (Bon Jovi)         | Veilig       |
| 2           | Flora Ema Lotrič  | "Stuck" (Caro Emerald)            | Veilig       |
| 3           | Ž-Lajf            | "Sex Bomb" (Tom Jones)            | Geëlimineerd |
| 4           | Leaparfume        | "Hvala za vijolice" (Bilbi)       | Geëlimineerd |
| 5           | Nastja Gabor      | "Molitva" (Marija Serifovic)      | Veilig       |
| 6           | Sara Špelec       | "The Show must go on" (Queen)     | Geëlimineerd |
| 7           | Domonik Vodopivec | "Mr Nobody" (Anžej Dežan)         | Geëlimineerd |
| 8           | Eva Boto          | "Because of You" (Kelly Clarkson) | Veilig       |

### Derde Voorronde
| Startplaats | Artiest             | Lied (Originele artiest)                 | Resultaat    |
| ----------- | ------------------- | ---------------------------------------- | ------------ |
| 1           | Manuella Brečko     | "Something in the Water" (Brooke Fraser) | Veilig       |
| 2           | Alex Volasko        | "Stop" (Omar Naber)                      | Geëlimineerd |
| 3           | Adrijana Lorber     | "Price Tag" (Jessie J)                   | Geëlimineerd |
| 4           | Nina Bauman         | "Superwoman" (Alicia Keys)               | Geëlimineerd |
| 5           | Sarah Senica        | "Veter z Juga" (Tinkara Kovač)           | Veilig       |
| 6           | Nika in Eva Prusnik | "Je Veux" (Zaz)                          | Veilig       |
| 7           | Klemen Mramor       | "Use Somebody" (Kings of Leon)           | Geëlimineerd |
| 8           | Nika Zorjan         | "Listen" (Beyonce)                       | Veilig       |

### Vierde Voorronde
| Startplaats | Artiest        | Lied (Originele artiest)                       | Resultaat    |
| ----------- | -------------- | ---------------------------------------------- | ------------ |
| 1           | Maja Založnik  | "Love You I Do" (Jennifer Hudson)              | Veilig       |
| 2           | Alino Juhart   | "Valerie" (The Zutons)                         | Geëlimineerd |
| 3           | Tanja Srednik  | "Blues in the Night" (Blues in the Night)      | Veilig       |
| 4           | Me 4           | "Mercy" (Duffy)                                | Geëlimineerd |
| 5           | Barbara Vauda  | "Saving All My Love for You" (Whitney Houston) | Veilig       |
| 6           | David Matiči   | "Let Me Entertain You" (Robbie Williams)       | Veilig       |
| 7           | Maks Verderber | "Somewhere there's a someone" (Dean Martin)    | Geëlimineerd |
| 8           | Sara Jagrič    | "Hallelujah" (Leonard Cohen)                   | Veilig       |

### Ronde 2

#### Eerste Voorronde
| Startplaats | Artiest            | Lied (Originele artiest)                | Resultaat    |
| ----------- | ------------------ | --------------------------------------- | ------------ |
| 1           | Aljoša Keber       | "Born This Way" (Lady Gaga)             | Geëlimineerd |
| 2           | Maja Založnik      | "V Meni Je Moč" (Alenka Godec)          | Geëlimineerd |
| 3           | Sarah Senica       | "Can I Walk With You" (Jessica Simpson) | Geëlimineerd |
| 4           | Gašper Rifelj      | "Insieme: 1992" (Toto Cutugno)          | Veilig       |
| 5           | Eva Boto           | "Hero" (Mariah Carey)                   | Veilig       |
| 6           | Flora Ema Lotrič   | "A Night like This" (Caro Emerald)      | Veilig       |
| 7           | Barbara Vauda      | "California King Bed" (Rihanna)         | Geëlimineerd |
| 8           | Nika & Eva Prusnik | "Satellite" (Lena Meyer-Landrut)        | Veilig       |

#### Tweede Voorronde
| Startplaats | Artiest         | Lied (Originele artiest)                         | Resultaat    |
| ----------- | --------------- | ------------------------------------------------ | ------------ |
| 1           | Brina Vidic     | "I'm Like a Bird" (Nelly Furtado)                | Veilig       |
| 2           | Manuella Brečko | "Fuckin' Perfect" (Pink)                         | Veilig       |
| 3           | Klemen Orter    | "Empire State of Mind" (Jay-Z feat. Alicia Keys) | Geëlimineerd |
| 4           | Sara Jagrič     | "There You'll Be" (Faith Hill)                   | Geëlimineerd |
| 5           | Nastja Gabor    | "It's Raining Men" (Geri Halliwell)              | Geëlimineerd |
| 6           | David Matići    | "Moja" (Toše Proeski)                            | Geëlimineerd |
| 7           | Nadja Irgolič   | "This Is Me" (Demi Lovato)                       | Veilig       |
| 8           | Nika Zorjan     | "My Heart Will Go On" (Céline Dion)              | Veilg        |

### Ronde 3

#### Eerste Halve Finale
| 1              | Manuella Brečko    | "Like a Prayer" (Madonna)                       | Veilig       |
| 2              | Flora Ema Lotrič   | "Think Twice" (Céline Dion)                     | Bottom two   |
| 3              | Gašper Rifelj      | "All I Wanna Do Is Make Love To You]" (Heart)   | Bottom two   |
| 4              | Nika & Eva Prusnik | "Gangsta's Paradise" (Coolio feat. L.V.)        | Veilig       |
| 5              | Nika Zorjan        | "Would I Lie to You?" (Charles & Eddie)         | Veilig       |
| 6              | Nadja Irgolič      | "Ironic" (Alanis Morissette)                    | Veilig       |
| 7              | Brina Vidic        | "The Most Beautiful Girl In The world" (Prince) | Veilig       |
| 8              | Eva Boto           | "Any Man of Mine" (Shania Twain)                | Veilig       |
| Final Showdown |                    |                                                 |              |
| 1              | Flora Ema Lotrič   | "Stuck" (Caro Emerald)                          | Veilig       |
| 2              | Gašper Rifelj      | "Bed of Roses" (Bon Jovi)                       | Geëlimineerd |

#### Tweede Halve Finale
| 1              | Nika Zorjan        | "Ladadidej" (April)                    | Veilig       |
| 2              | Flora Ema Lotrič   | "Malo tu, malo tam" (Neisha)           | Veilig       |
| 3              | Nadja Irgolič      | "Alya" (Alya)                          | Bottom two   |
| 4              | Brina Vidic        | "Moje luči" (Tabu)                     | Bottom two   |
| 5              | Eva Boto           | "Prisluhni mi" (Darja Svajger)         | Veilig       |
| 6              | Manuella Brečko    | "Dež" (Nina Pušlar)                    | Veilig       |
| 7              | Nika & Eva Prusnik | "Samo malo" (Magnifico & Turbolentza)  | Veilig       |
| Final Showdown |                    |                                        |              |
| 1              | Nadja Irgolič      | "The Climb" (Miley Cyrus)              | Geëlimineerd |
| 2              | Brina Vidic        | "You Know I'm No Good" (Amy Winehouse) | Veilig       |

#### Derde Halve Finale
| 1              | Flora Ema Lotrič   | "Don't Stop The Music" (Rihanna)                          | Bottom two   |
| 2              | Eva Boto           | "Hush Hush" (The Pussycat Dolls feat. Nicole Scherzinger) | Veilig       |
| 3              | Brina Vidic        | "Hung Up" (Madonna)                                       | Bottom two   |
| 4              | Nika & Eva Prusnik | "TiK ToK" (Ke$ha)                                         | Veilig       |
| 5              | Nika Zorjan        | "Bad Romance" (Lady Gaga)                                 | Veilig       |
| 6              | Manuella Brečko    | "One Love" (David Guetta feat. Estelle)                   | Veilig       |
| Final Showdown |                    |                                                           |              |
| 1              | Flora Ema Lotrič   | "A Night like This" (Caro Emerald)                        | Veilig       |
| 2              | Brina Vidic        | "I'm Like a Bird" (Nelly Furtado)                         | Geëlimineerd |

#### Vierde Halve Finale
| 1              | Flora Ema Lotrič   | "I Love Rock 'n' Roll" (Britney Spears) | Bottom two   |
| 2              | Manuella Brečko    | "It's My Life" (No Doubt)               | Veilig       |
| 3              | Eva Boto           | "Whataya Want from Me" (Adam Lambert)   | Veilig       |
| 4              | Nika Zorjan        | "Sweet Child o' Mine" (Guns N' Roses)   | Bottom two   |
| 5              | Eva & Nika Prusnik | "It's My Life" (Bon Jovi)               | Veilig       |
| Final Showdown |                    |                                         |              |
| 1              | Flora Ema Lotrič   | "Malo tu, malo tam" (Neisha)            | Geëlimineerd |
| 2              | Nika Zorjan        | "Ladadidej" (April)                     | Veilig       |

#### Vijfde Halve Finale
| 1              | Nika Zorjan        | "My Life Would Suck Without You" (Kelly Clarkson) | "Unfaithful" (Rihanna)                      | Veilig       |
| 2              | Eva & Nika Prusnik | "Bubbly" (Colbie Caillat)                         | "Fuck You" (Cee Lo Green)                   | Bottom two   |
| 3              | Manuella Brečko    | "Hey, Soul Sister" (Train)                        | "Someone Like You" (Adele)                  | Bottom two   |
| 4              | Eva Boto           | "Use Somebody" (Kings of Leon)                    | "Flashdance... What a Feeling" (Irene Cara) | Veilig       |
| Final Showdown |                    |                                                   |                                             |              |
| 1              | Eva & Nika Prusnik | "Je veux" (Zaz)                                   | "Je veux" (Zaz)                             | Veilig       |
| 2              | Manuella Brečko    | "Something in the Water" (Brooke Fraser)          | "Something in the Water" (Brooke Fraser)    | Geëlimineerd |

#### Zesde Halve Finale
| Startplaats | Artiest            | Lied 1 (Originele artiest)            | Lied 2 (Originele artiest)             | Resultaat    |
| ----------- | ------------------ | ------------------------------------- | -------------------------------------- | ------------ |
| 1           | Nika Zorjan        | "Listen" (Beyonce)                    | "Ne partez pas sans moi" (Céline Dion) | Geëlimineerd |
| 2           | Nika & Eva Prusnik | "Samo malo" (Magnifico & Turbolentza) | "Wild Dances" (Ruslana)                | Veilig       |
| 3           | Eva Boto           | "Because of You" (Kelly Clarkson)     | "Running Scared" (Eldar & Nigar)       | Veilig       |

## EMA 2012
Slovenië koos de inzending voor het songfestival 2012 op 26 februari. De keus viel op Eva Boto en haar lied Verjamem. Het nummer is gedeeltelijk gecomponeerd door het team achter de winennde Servische inzending uit 2007.
De strijd ging tussen Eva Boto en het duo Nika & Eva Prusnik. Beiden zongen drie nummers, waarvan er voor allebei eentje werd gekozen voor de superfinale.
Voor Eva Boto viel de keus op Verjamem; de zusjes Prusnik zongen Konichiwa in de superfinale. Daarna werd Eva Boto als winnares uitgeroepen.

### Finale
| Startplek | Artiest            | Lied           |
| --------- | ------------------ | -------------- |
| 1         | Eva Boto           | Run            |
| 2         | Nika & Eva Prusnik | Konichiwa      |
| 3         | Eva Boto           | A si sanjal me |
| 4         | Nika & Eva Prusnik | Malo sreče     |
| 5         | Eva Boto           | Verjamem       |
| 6         | Nika & Eva Prusnik | Love Hurts     |

### Super Finale
| Startplek | Artiest            | Lied      | Eindplaats | Stemmen |
| --------- | ------------------ | --------- | ---------- | ------- |
| 1         | Eva Boto           | Verjamem  | 1          | 28,385  |
| 2         | Nika & Eva Prusnik | Konichiwa | 2          | 12,884  |

## In Bakoe
In Bakoe trad Slovenië aan in de tweede halve finale, op donderdag 24 mei. Het eindigde daar als zeventiende.